# Emerson Palmieri
Emerson Palmieri dos Santos (Santos, São Paulo, Brasil, 3 de agosto de 1994), conocido como Emerson Palmieri o simplemente Emerson, es un futbolista ítalo-brasileño que juega de defensa en el West Ham United F. C. de la Premier League de Inglaterra. Su hermano mayor, Giovanni, también es futbolista.

## Trayectoria
Emerson jugó dieciocho partidos con el Santos F. C. hasta que fue fichado por el Palermo en 2014. Realizó su debut con el club italiano en un empate a tres goles con el S. S. C. Napoli por la cuarta fecha de la liga. El jugador volvió al Santos en julio de 2015. El 31 de agosto, el último día del período de transferencias, se unió a las filas de la Roma. El 31 de enero de 2018 fue fichado por Chelsea F. C., que pagó por su pase la suma de veinte millones de euros más nueve millones en variables. En agosto de 2021 fue cedido al Olympique de Lyon una temporada a cambio de 500 000 euros. Un año después abandonó definitivamente el conjunto londinense tras ser traspasado a otro equipo de la misma ciudad, el West Ham United F. C.
Es el único jugador hasta el momento en haber ganado las tres competiciones más importantes de Europa a nivel clubes (Champions League, Europa League y Conference League).

## Selección nacional
Emerson posee ascendencia italiana ya que un antepasado suyo por parte materna nació en Calabria en 1853. Representó a la selección brasileña sub-17 en el Campeonato Sudamericano de 2011 y en la Copa Mundial de Fútbol Sub-17 de ese año. En marzo de 2017 el entrenador Giampiero Ventura le ofreció adquirir la ciudadanía italiana para poder jugar con la squadra azzurra. A finales de ese mes, el jugador adquirió el pasaporte italiano.

## Estadísticas

### Clubes
Actualizado al último partido disputado el 9 de noviembre de 2024.
| Club                             | Div.          | Temporada     | Liga  | Liga  | Estatal | Estatal | Copas nacionales | Copas nacionales | Copas internacionales | Copas internacionales | Total | Total |
| Club                             | Div.          | Temporada     | Part. | Goles | Part.   | Goles   | Part.            | Goles            | Part.                 | Goles                 | Part. | Goles |
| -------------------------------- | ------------- | ------------- | ----- | ----- | ------- | ------- | ---------------- | ---------------- | --------------------- | --------------------- | ----- | ----- |
| Santos F. C. · Brasil            | 1.ª           | 2011          | 0     | 0     | 1       | 0       | 0                | 0                | ―                     | ―                     | 1     | 0     |
| Santos F. C. · Brasil            | 1.ª           | 2012          | 1     | 0     | 3       | 0       | 0                | 0                | ―                     | ―                     | 4     | 0     |
| Santos F. C. · Brasil            | 1.ª           | 2013          | 14    | 1     | 2       | 0       | 1                | 0                | ―                     | ―                     | 17    | 1     |
| Santos F. C. · Brasil            | 1.ª           | 2014          | 3     | 0     | 6       | 2       | 2                | 0                | ―                     | ―                     | 11    | 2     |
| Santos F. C. · Brasil            | Total club    | Total club    | 18    | 1     | 12      | 2       | 3                | 0                | 0                     | 0                     | 33    | 3     |
| U. S. C. Palermo · Italia        | 1.ª           | 2014-15       | 9     | 0     | ―       | ―       | 0                | 0                | ―                     | ―                     | 9     | 0     |
| U. S. C. Palermo · Italia        | Total club    | Total club    | 9     | 0     | 0       | 0       | 0                | 0                | 0                     | 0                     | 9     | 0     |
| A. S. Roma · Italia              | 1.ª           | 2015-16       | 8     | 1     | ―       | ―       | 1                | 0                | 0                     | 0                     | 9     | 1     |
| A. S. Roma · Italia              | 1.ª           | 2016-17       | 25    | 0     | ―       | ―       | 4                | 0                | 7                     | 1                     | 36    | 1     |
| A. S. Roma · Italia              | 1.ª           | 2017-18       | 1     | 0     | ―       | ―       | 1                | 0                | 0                     | 0                     | 2     | 0     |
| A. S. Roma · Italia              | Total club    | Total club    | 34    | 1     | 0       | 0       | 6                | 0                | 7                     | 1                     | 47    | 2     |
| Chelsea F. C. Inglaterra         | 1.ª           | 2017-18       | 5     | 0     | ―       | ―       | 2                | 0                | 0                     | 0                     | 7     | 0     |
| Chelsea F. C. Inglaterra         | 1.ª           | 2018-19       | 10    | 0     | ―       | ―       | 6                | 1                | 11                    | 0                     | 27    | 1     |
| Chelsea F. C. Inglaterra         | 1.ª           | 2019-20       | 15    | 0     | ―       | ―       | 2                | 0                | 4                     | 0                     | 21    | 0     |
| Chelsea F. C. Inglaterra         | 1.ª           | 2020-21       | 2     | 0     | ―       | ―       | 7                | 0                | 6                     | 1                     | 15    | 1     |
| Chelsea F. C. Inglaterra         | 1.ª           | 2021-22       | 1     | 0     | ―       | ―       | 0                | 0                | 0                     | 0                     | 1     | 0     |
| Chelsea F. C. Inglaterra         | Total club    | Total club    | 33    | 0     | 0       | 0       | 17               | 1                | 21                    | 1                     | 71    | 2     |
| Olympique de Lyon Francia        | 1.ª           | 2021-22       | 29    | 1     | ―       | ―       | 0                | 0                | 7                     | 0                     | 36    | 1     |
| Olympique de Lyon Francia        | Total club    | Total club    | 29    | 1     | 0       | 0       | 0                | 0                | 7                     | 0                     | 36    | 1     |
| West Ham United F. C. Inglaterra | 1.ª           | 2022-23       | 22    | 0     | ―       | ―       | 4                | 0                | 8                     | 1                     | 34    | 1     |
| West Ham United F. C. Inglaterra | 1.ª           | 2023-24       | 36    | 1     | ―       | ―       | 3                | 0                | 8                     | 0                     | 47    | 1     |
| West Ham United F. C. Inglaterra | 1.ª           | 2024-25       | 11    | 0     | ―       | ―       | 1                | 0                | —                     | —                     | 12    | 0     |
| West Ham United F. C. Inglaterra | Total club    | Total club    | 69    | 1     | 0       | 0       | 8                | 0                | 16                    | 1                     | 93    | 2     |
| Total carrera                    | Total carrera | Total carrera | 192   | 4     | 12      | 2       | 34               | 2                | 51                    | 2                     | 289   | 10    |

## Palmarés

### Títulos regionales
| Título              | Club         | Estado    | Año  |
| ------------------- | ------------ | --------- | ---- |
| Campeonato Paulista | Santos F. C. | São Paulo | 2011 |
| Campeonato Paulista | Santos F. C. | São Paulo | 2012 |

### Títulos nacionales
| Título | Club          | País       | Año  |
| ------ | ------------- | ---------- | ---- |
| FA Cup | Chelsea F. C. | Inglaterra | 2018 |

### Títulos internacionales
| Título                             | Equipo                     | Sede      | Año  |
| ---------------------------------- | -------------------------- | --------- | ---- |
| Campeonato Sudamericano sub-17     | Selección brasileña sub-17 | Brasil    | 2011 |
| Recopa Sudamericana                | Santos F. C.               | São Paulo | 2012 |
| Liga Europa de la UEFA             | Chelsea F. C.              | Bakú      | 2019 |
| Liga de Campeones de la UEFA       | Chelsea F. C.              | Oporto    | 2021 |
| Eurocopa                           | Selección de Italia        | Europa    | 2020 |
| Supercopa de la UEFA               | Chelsea F. C.              | Belfast   | 2021 |
| Liga Europa Conferencia de la UEFA | West Ham United F. C.      | Praga     | 2023 |